# Tamás Kiss (cầu thủ bóng đá)
Tamás Kiss (sinh 24 tháng 11 năm 2000) là một cầu thủ bóng đá Hungary thi đấu cho Szombathelyi Haladás VSE.